# Temelucha columbiana
Temelucha columbiana là một loài tò vò trong họ Ichneumonidae.